# Quatuor à cordes de Martin
Pour les articles homonymes, voir Quatuor à cordes (homonymie).
Le Quatuor à cordes est une composition de musique de chambre de Frank Martin écrite en 1966-67.

## Structure
Les tempos employés sont :
1. lento ;
2. scherzo : prestissimo ;
3. larghetto ;
4. allegretto leggero : « j'avais rêvé une nuit lors d'un séjour à Graz, que je voyais des figures à demi-humaines danser en s'élevant dans les airs et je savais dans mon rêve que cette danse aérienne devait figurer le finale de mon quatuor ».